# Dan Cristea
Dan Cristea (n. 16 decembrie 1951, Moinești, Bacău, România) este informatician, matematician, cercetător, profesor universitar și scriitor român, formator și specialist în lingvistică computațională. Este inițiatorul secției de masterat în Lingvistică Computațională din cadrul Facultății de Informatică a Universității Alexandru Ioan Cuza din Iași. 
Principalele sale domenii de expertiză sunt: procesarea limbajului natural, structura discursului, parsarea de discurs, rezoluția anaforei, lexicografie computațională, aplicații și resurse pentru prelucrarea limbajului natural. 
A efectuat numeroase studii si cercetări, însumând peste 200 lucrări și rapoarte științifice în țară și străinătate și 8 cărți. Este conducător de doctorat în domeniul Informatică din anul 2001 și coordonator a numeroase contracte de cercetare în domeniul Lingvisticii Computaționale.
În 2009 a debutat și în beletristică, primind premiul de debut al Editurii Cartea Românească pentru romanul de ficțiune “Scaune de pluș”.
Este unul dintre principalii exponenți în jurul cărora s-a format comunitatea românească de Lingvistică Computațională, fiind fondatorul grupului NLP-Group de la Universitatea "Alexandru Ioan Cuza" din Iași ce cuprinde peste 30 de cercetători activi și a seriei de școli de vară Eurolan ce a atras peste 500 de studenți și cercetători în cele 12 ediții care s-au derulat până în prezent. Este, de asemenea, unul dintre inițiatorii Consorțiului de Informatizare pentru Limba Română - ConsILR.

## Studii
A obținut diploma de inginer în specialitatea Calculatoare, la Universitatea Politehnică din București, Facultatea de Automatică și Calculatoare, secția Calculatoare, în 1975.
A urmat cursurile Facultății de Matematică, la Universitatea "Alexandru Ioan Cuza" din Iași, pe care a absolvit-o, cu diplomă de matematician, în 1981.
În 1994, a obținut diploma de doctor inginer în specialitatea Calculatoare din partea Universității Politehnica București, Facultatea de Automatică și Calculatoare.

## Publicații științifice
Lista de publicații de natură științifică cuprinde peste 200 de lucrări, dintre care:
- 5 cărți de autor, în Springer, Editura Tehnică, Editura Academiei Române, Editura Universității "Alexandru Ioan Cuza" din Iași (UAIC), dintre care 2 ca unic autor;
- 8 cărți editate, dintre care 7 în seria „Resurse lingvistice și instrumente pentru prelucrarea limbii române”, numită apoi "Linguistic Resources and Tools for Processing the Romanian Language", în  Editura UAIC, ISSN 1843-911X;
- 26 de capitole de cărți publicate în editurile: North-Holland, Springer, Benjamin Publishing Books, INSTICC Press (Portugalia), Editura UAIC, Editura Academiei Române, Bulgarian Academy of Sciences, Trinitas – Iași, Editura Expert – București;
- 23 de articole publicate în reviste de specialitate;
- 85 de lucrări publicate în proceedings-uri de conferințe, dintre care: 46 internaționale și 39 naționale;
- 44 de eseuri și alte publicații despre știință, cele mai multe publicate pe internet, dintre care 33 în limba engleză. Majoritatea eseurilor au apărut în CLARIN Newsletter, al cărui redactor șef a fost între anii 2008 și 2011;

Dintre lucrări, 14 sunt indexate Web of Knowledge, 34 – DBLP, 13 – ACM, 11 – CiteSeer și 2 Cornwell University Library.
Conform Google Scholar, a fost citat de 1127 de ori, dintre care 7 citări sunt în lucrări indexate ISI Web of Science. 
Este coautor la peste 100 de rapoarte de cercetare la UAIC-FII și AR-IIT.

## Afilieri profesionale
În 2015 a fost primit în Academia Română, Secția de Știința și Tehnologia Informației, în calitate de membru corespondent. Din 2002 este membru corespondent al Academiei de Științe Tehnice din România, Secția de Știința și Tehnologia Informației, în 12 iunie 2015 fiind titularizat.
În decembrie 2003 a primit premiul “Grigore Moisil” al Academiei Române, Secția de Tehnologia Informației, pentru o lucrare publicată, în colaborare, în Information Science and Technology, Romanian Academy Publishing House, în 2001. În decembrie 2006 a primit premiul cercetării, acordat de CNCSIS. În 2008 a primit premiul pentru activitatea de cercetare, acordat de UAIC.
Este membru al următoarelor organizații și asociații:
- Association de Recherches Cognitives (ARC) – France,
- Association of Computer Machinery (ACM) – USA,
- SIGDial – Special Interest Group in Dialogue and Discourse – USA,
- Asociația Română de Inteligență Artificială (membru fondator),
- Comisia de Informatizare pentru Limba Română din cadrul Academiei Române (neînregistrată),
- Consorțiul de Informatizare pentru Limba Română (neînregistrat),
- Balkan Asociation of Fuzzy Systems – Romania

Este vicepreședinte pentru secțiunea Prelucrarea Limbajului Natural în Comisia de Informatizare pentru Limba Română din cadrul Academiei Române.